# Rhyncomya buccalis
Rhyncomya buccalis är en tvåvingeart som beskrevs av Villeneuve 1927. Rhyncomya buccalis ingår i släktet Rhyncomya och familjen Rhiniidae. Inga underarter finns listade i Catalogue of Life.